# Palladium (biograf, Köpenhamn)
Palladium var namnet på en tidigare dansk biograf belägen på Vesterbrogade 1 i Köpenhamn. Den var öppen den 18 januari 1938 - den 30 december 1976 och revs ned 1977 för att ge plats at Industriens Hus.
Biografen hade ritats av arkitekten Ernst Kühn och salongen, som var den mest luxuösa och moderna i landet rymde 1347 sittplatser. Byggnationen var budgeterad till 1 miljon kronor, men kom att kosta nästan det dubbla - en svindlande summa vid den tidpunkten. Väggarna blev täckta med reliefer av  bildhuggaren Olaf Stæhr-Nielsen. Biografen var i många avseenden en miniatyrutgåva av Radio City Music Hall i New York i USA.

## Biograforgeln

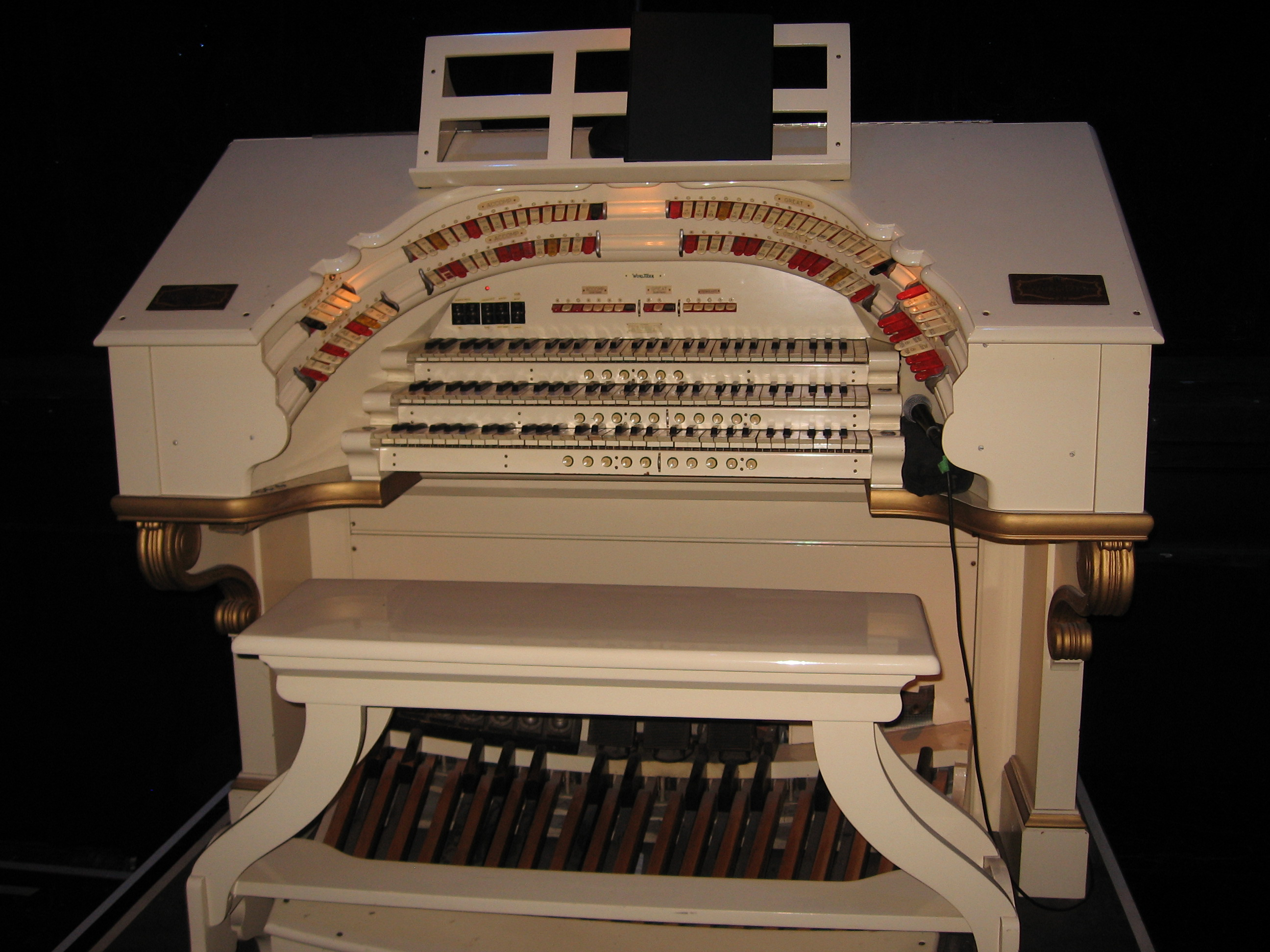
Palladium's Wurlitzer var från 1937, men spelkonsolen var motsvarigheten till denna Wurlitzer från 1927 (Opus 1821) fra Orpheum Theatre i Los Angeles

Som underhållning före filmen spelades på biografens WurliTzer-orgel - byggd 1937 och uppställd 1938. Det var en fullt utrustad biograforgel av den typ som på sin tid var uppfunnen för att förse stumfilmerna med musikledsagande og allsköns ljudeffekter, och som efter ljudfilmens genombrott hade fått en helt ny funktion i de engelska biograferna, nämligen som populära konsertinstrument i nöjespalats, som drevs som så kallade Cine-Varieties. Organistarna på Palladium tillhörde stadens mest kända musiker. Bland dem som trakterade instrumentet genom åren kan nämnas: Berrey Brettoner, Mogens Kilde, Robinson Cleaver, Peer Frost, Ove Peters, Bertrand Bech, Bobby Pagan och Benna Moe. Tenoren Aksel Schiøtz spelade in skivor med ackompanjemang av Palladiums biograforgel.